# Ghiacciaio Poduene
Il ghiacciaio Poduene (in inglese Poduene Glacier) (64°26′30″S 61°32′00″W) è un ghiacciaio lungo 3,3 km e largo 2,4, situato sulla costa di Danco, nella parte occidentale della Terra di Graham, in Antartide. Il ghiacciaio si trova in particolare sulla penisola di Pefaur, a ovest del ghiacciaio Agalina, da dove, scorrendo sul versante settentrionale del monte Zeppelin, fluisce verso nord-ovest fino allo stretto di Gerlache, a est di punta Eckener.

## Storia
Il ghiacciaio Poduene è stato così battezzato dalla Commissione bulgara per i toponimi antartici in onore della località bulgara di Poduene (o Poduyane), oggi parte della città di Sofia, nella Bulgaria occidentale.